# Sh2-305
Sh2-305 est une petite nébuleuse en émission visible dans la constellation de la Poupe.
Elle est située dans la partie nord-ouest de la constellation, à environ 11° à l'est de Sirius, l'étoile la plus brillante du ciel nocturne. On peut l'observer et la photographier avec des instruments amateurs de grande puissance, à l'aide de filtres spéciaux. La meilleure période pour l'observer dans le ciel du soir se situe entre décembre et avril et sa déclinaison méridionale la rend plus facile à observer depuis les régions du sud.
Il s'agit d'une région H II située à environ 4 200 pc (∼13 700 al), à la limite sud de la vaste superbulle connue sous le nom de GS234-02, où se déroulent certains épisodes de formation d'étoiles. Cette superbulle aurait été créée par l'explosion de nombreuses supernovae, générées par des étoiles formées dans la région au cours d'un cycle initial de formation d'étoiles. La nébuleuse contient quatre sources IRAS, dont deux sont situées à seulement 10 minutes d'arc de son centre. L'une de ces sources, IRAS 07277-1821, abrite un maser à eau. À ces objets s'ajoute une source d'ondes radio, coïncidant probablement avec une région H II ultra-compacte située à seulement 7' du centre du nuage.